# Serbelloni (famiglia)
La famiglia Serbelloni (indicata da certa storiografia con la grafia di Sorbelloni) fu un'importante famiglia patrizia milanese, probabilmente originaria di Vimercate.

## Storia

### Origini
I primi cenni dell'esistenza della famiglia Serbelloni si ritrovano a Vimercate, già dalla fine del XIV secolo è attestato un tale Pietro detto Ser Bello (da cui probabilmente il cognome) e, secondo la documentazione del Fondo Riva Finoli all'Archivio di Stato di Milano, la famiglia risultava già nobilitata se lo zio del detto Pietro, Vitale, poté sposare nel 1371 la nobildonna Caterina de Capitani di Vimercate. Pietro sposò la nobile Benvenuta Casati.

### XV secolo

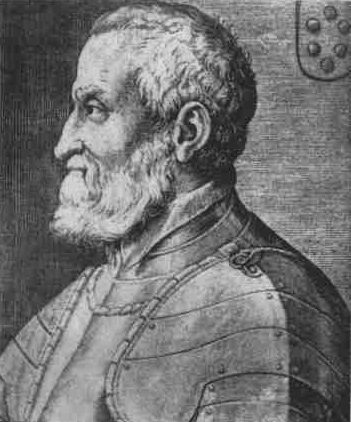
Gian Giacomo Medici detto il Medeghino in un'incisione d'epoca

I Serbelloni facevano parte del sottobosco nobiliare milanese, lavorando come notai, intrattenendo tenui rapporti con la corte, assumendosi incarichi di responsabilità nel laicato che gestiva le parrocchie. Solo dopo il matrimonio tra una Serbelloni e Bernardino de Medici (fermiere, appaltatore delle imposte e finanziere di piccolo livello), in maniera del tutto inaspettata, la famiglia entrò nella nobiltà. Infatti il figlio primogenito della coppia fu Gian Giacomo Medici detto il Medeghino, fatto Marchese di Musso e poi, in sostituzione, di Melegnano, generale imperiale e beneficiato del toson d'oro, mentre il secondo genito fu Giovanni Angelo, poi pontefice con il nome di Pio IV. I loro cugini furono sempre molto favoriti da questa parentela.

### XVI secolo
Fra i primi esponenti rilevanti si ricorda Gabrio Serbelloni, nominato capitano da Giovanni Giacomo de Medici ed in seguito, sia grazie al cugino, sia per evidenti meriti personali, generale per l'impero e per il pontefice e suo fratello minore Giovanni Antonio Serbelloni creato cardinale da Pio IV (figlio di Cecilia Serbelloni) nel 1560.

### XVIII secolo

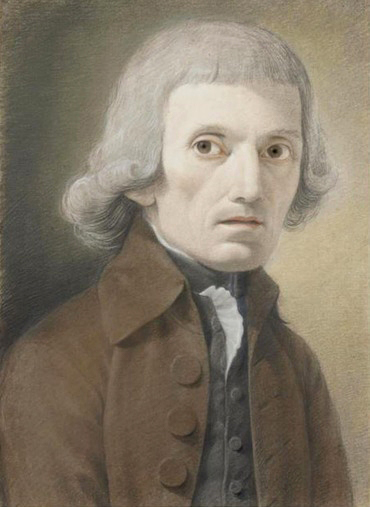
Giuseppe Parini in un pastello del 1793 di Giuseppe Mazzola

L'ultimo esponente di rilievo del ramo principale della famiglia fu Gian Galeazzo Serbelloni (Milano, 1744 - 1802), educato da Parini, che fece parte del Direttorio esecutivo della Repubblica Cisalpina.

### Epoca recente
Attualmente il ramo principale è rappresentato dai Cetti Serbelloni a cui il Re di Italia Umberto II concesse il titolo di Barone Cetti Serbelloni di San Gabrio.

## Duchi di San Gabrio e conti di Castiglione (1581-oggi)

### Conti di Castiglione
- Giovanni Battista Serbelloni, I conte di Castiglione (figlio naturale del condottiero Gabrio Serbelloni
- Giovanni Serbelloni, II conte di Castiglione
- Gabrio Serbelloni, III conte di Castiglione (1635-1712)

creato duca di San Gabrio

### Duchi di San Gabrio (1684)
- Gabrio Giuseppe Serbelloni, I duca di San Gabrio, III conte di Castiglione (1635-1712)
- Giovanni Serbelloni, II duca di San Gabrio, IV conte di Castiglione (1665-1732), figlio del precedente
- Gabrio Serbelloni, III duca di San Gabrio, V conte di Castiglione (1693-1774), figlio del precedente
- Gian Galeazzo Serbelloni, IV duca di San Gabrio, VI conte di Castiglione (1744-1802), figlio del precedente
- Alessandro Serbelloni, V duca di San Gabrio, VII conte di Castiglione (1745-1826), fratello del precedente
- Ferdinando Serbelloni, VI duca di San Gabrio, VIII conte di Castiglione (1779-1858), figlio del precedente
- Giuseppe Marco Serbelloni, VII duca di San Gabrio, IX conte di Castiglione (1792-1866), cugino del precedente
- Maria Anna Serbelloni, VIII duchessa di San Gabrio, X contessa di Castiglione (1840-1916), figlia del precedente
- Giuseppe Francesco Crivelli Serbelloni, IX duca di San Gabrio, XI conte di Castiglione, VI conte di Ossolaro, IV Conte di Luino (1862-1918), figlio della precedente

## Conti della Corte di Dovera (1579-inizio del XVIII secolo)

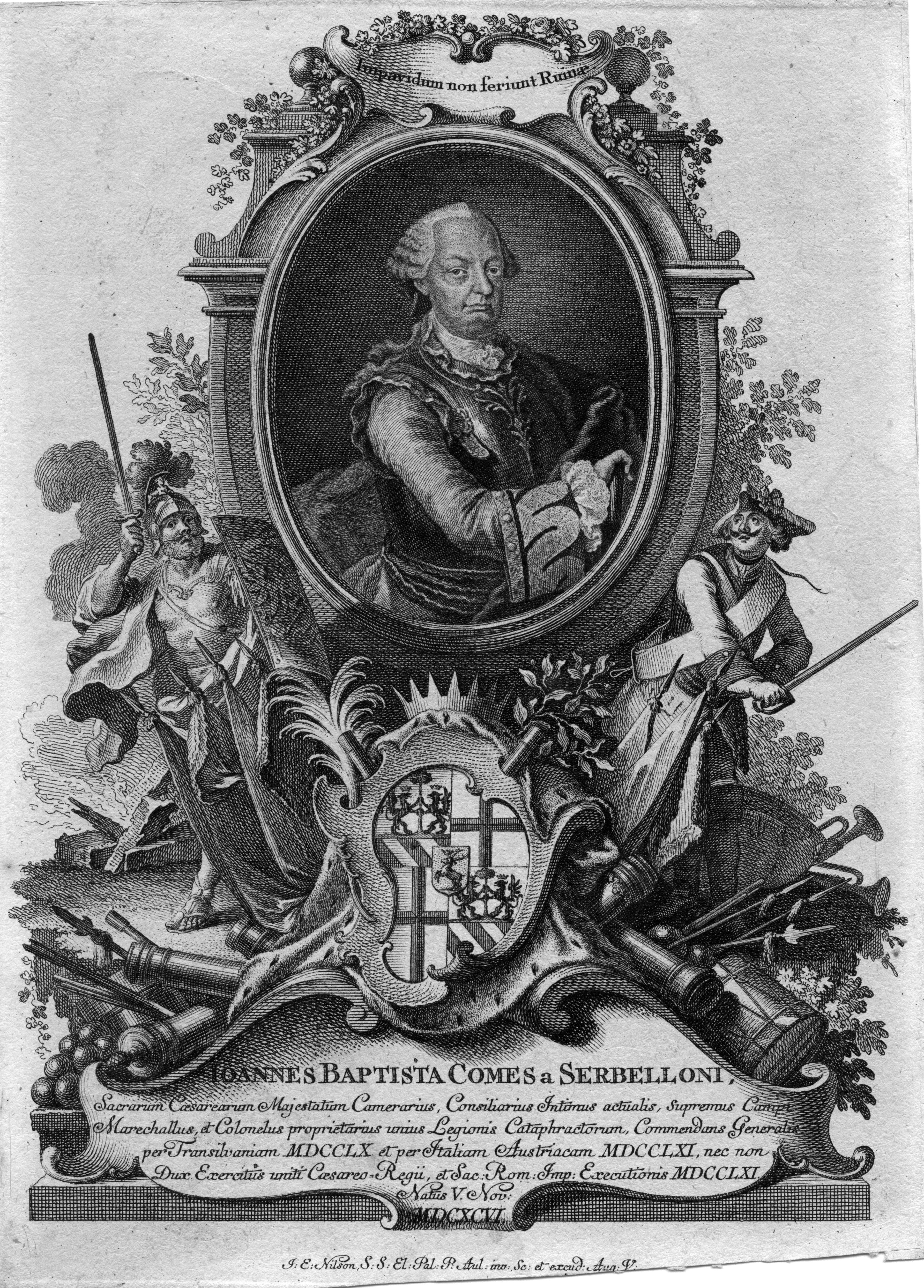
Giovanni Battista Serbelloni (1696-1778), feldmaresciallo imperiale, figlio secondogenito di Giovanni Serbelloni, II duca di San Gabrio.

- Alessandro Serbelloni, I conte della Corte di Dovera (1545-1605), figlio di Giovanni Battista, fratello del condottiero Gabrio Serbelloni)
- Carlo Francesco Serbelloni, II conte della Corte di Dovera (?-?), figlio del precedente
- Gabrio Serbelloni, III conte della Corte di Dovera (1624-1679), figlio del precedente
- Antonio Serbelloni, IV conte della Corte di Dovera (?-?), figlio del precedente
- Paolo Serbelloni, V conte della Corte di Dovera

## Palazzi e ville
- Palazzo Serbelloni a Milano, realizzato da Simone Cantoni)

- Villa Serbelloni a Bellagio

- Villa Serbelloni a Gorgonzola
- Villa Busca Serbelloni a Milano

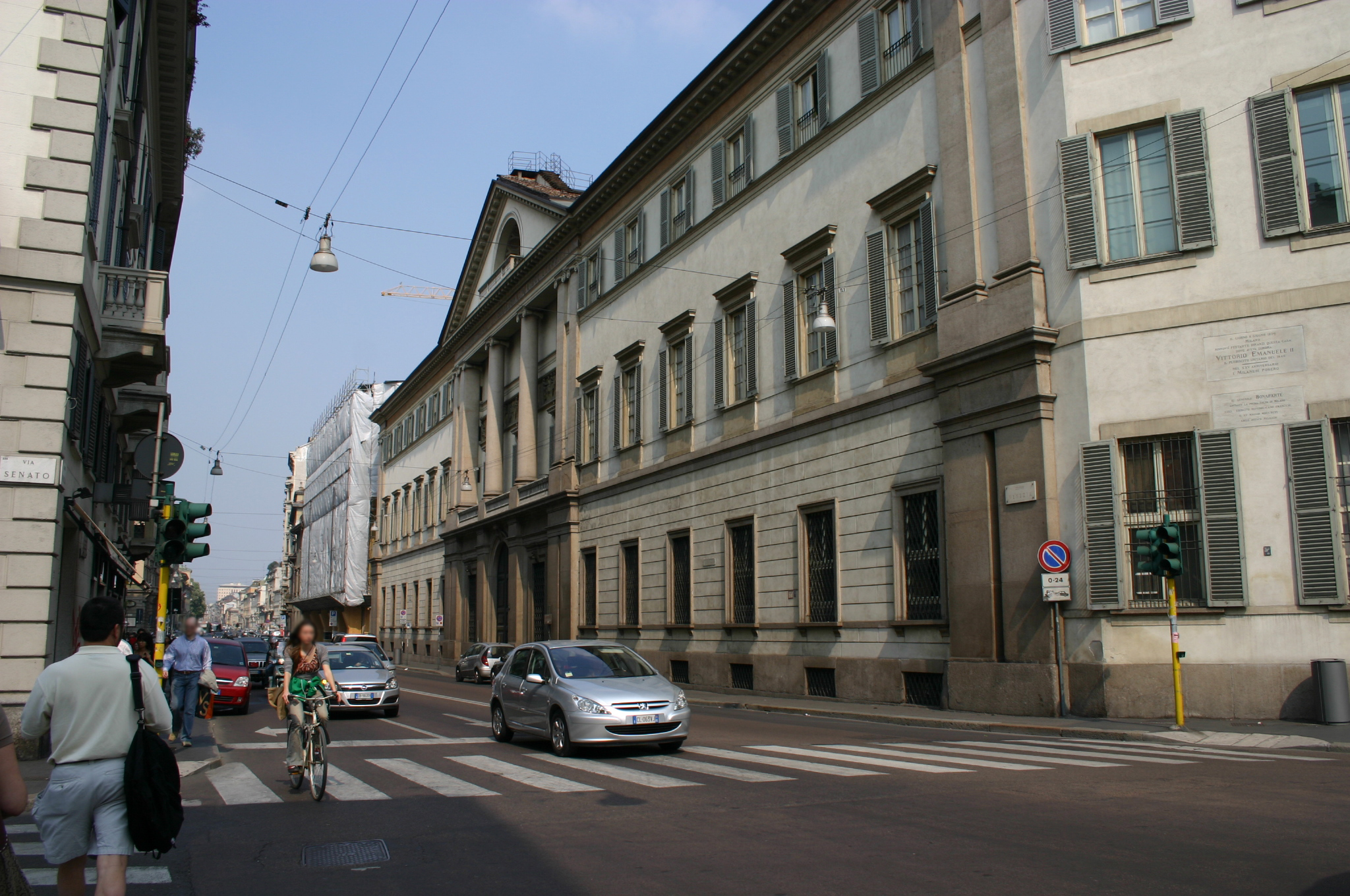
Palazzo Serbelloni a Milano (1793).

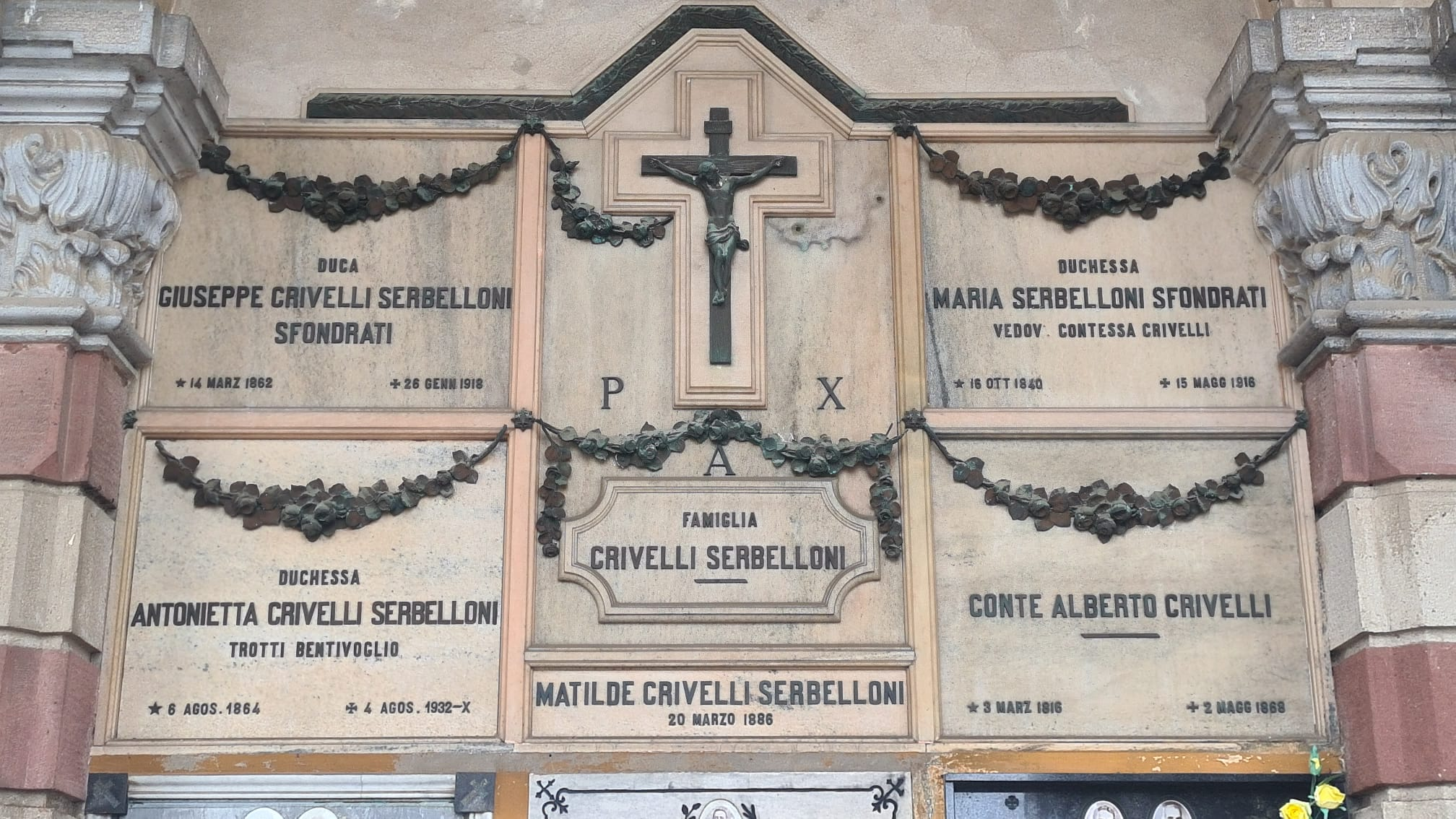
Tomba famiglia Crivelli Serbelloni presso il cimitero di Luino (VA)

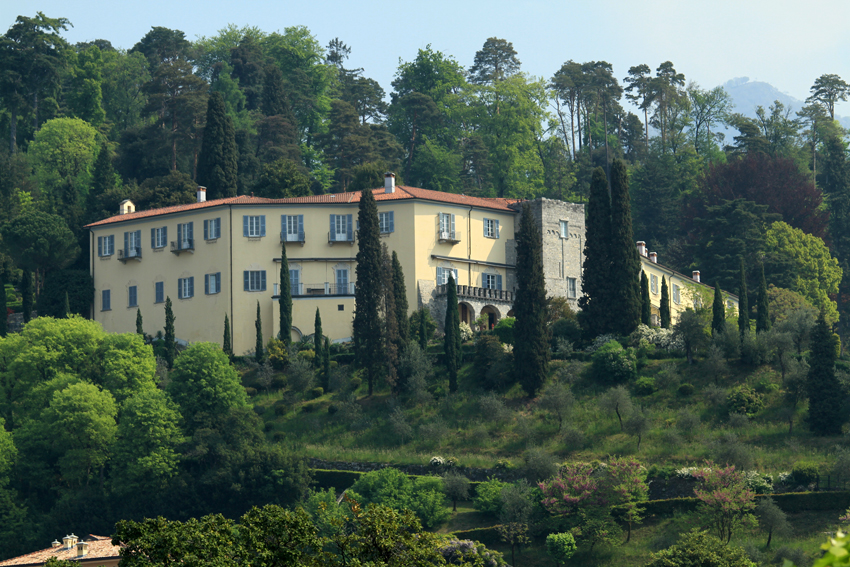
Vista di Villa Serbelloni di Bellagio dal lago

- Palazzo Serbelloni (sede del municipio) a Luino
- Villa Crivelli Serbelloni (1889 - 1960 circa) a Luino

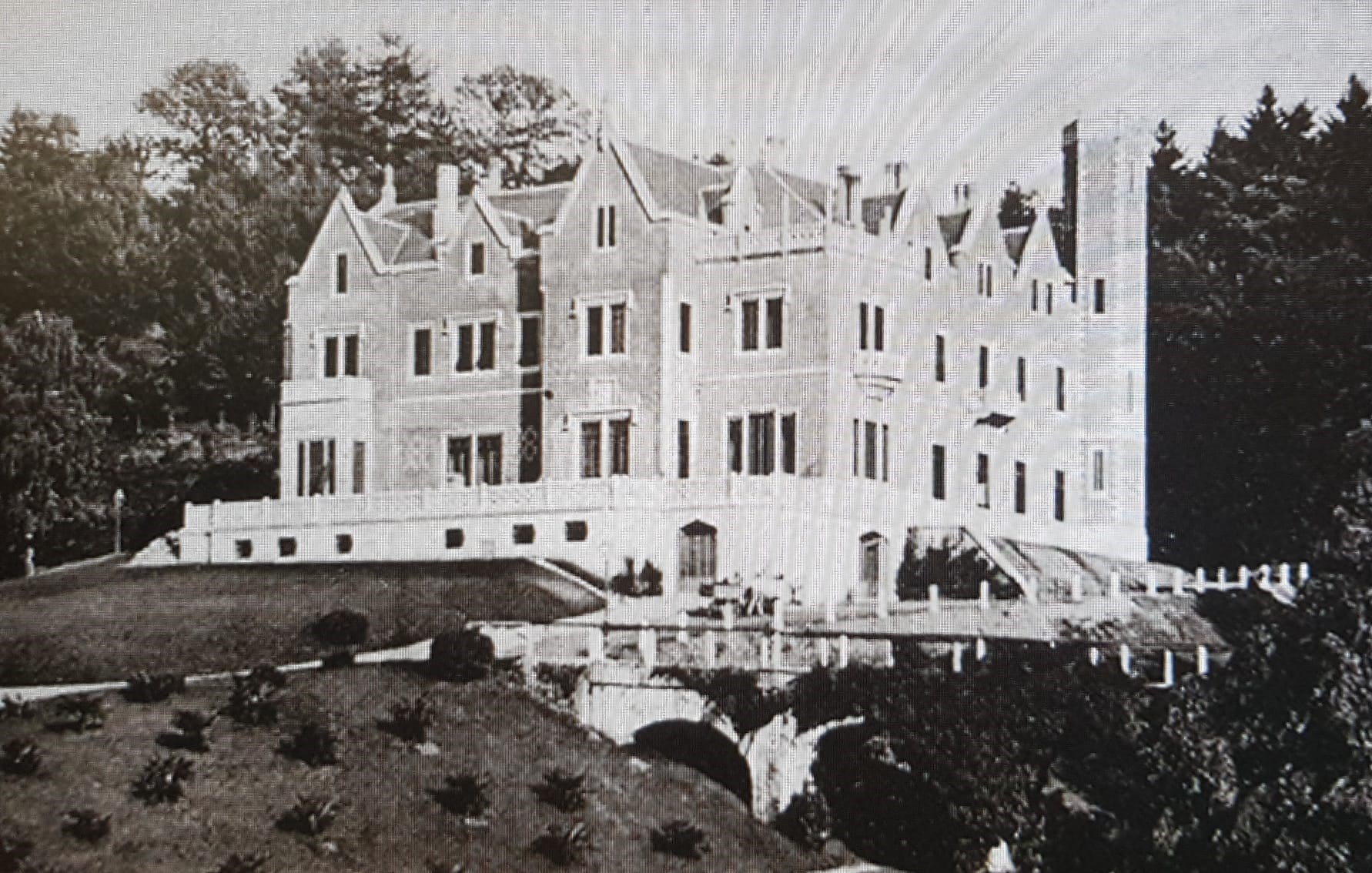
Villa Crivelli Serbelloni a Luino (1889 - 1960 circa)